# Alfred Malmros
Alfred Malmros, född 10 april 1985, är en svensk entreprenör.

## Biografi
Malmros har studerat retorik vid Lunds universitet och kommunikation vid London College of Communication. 
Han har arbetat vid kommunikationsbyrån Anomaly i London, där han (2011) bland annat skapade projektet One Thousand Cranes for Japan för att stötta tsunamioffer. Projektet blev prisbelönat i Cannes Lions och The One Show. Han vann även Eurobest Young Creatives och Cannes Young Lions för Sverige och Storbritannien.
Han har arbetat som CMO, Chief Marketing Officer, för Jigsaw, en Google-inkubator som grundades 2010 i New York. Företaget utvecklar teknologier som Outline VPN, Project Shield, Sideways Dictionary, Intra och Perspective för att skydda individer från politiskt förtryck, våld och censur online.
År 2016 utnämndes Malmros av Veckans Affärer till en av Sveriges 101 Supertalanger, samt av tidningen AdAge till en av kommunikationsbranschens 40 främsta talanger under 40 år.
År 2021 medgrundade han startupen Anyone, som genom röstsamtal kopplade samman experter med personer i behov av kunskap. Plattformens design blev uppmärksammad för att ta hänsyn till etiska överväganden från start, inklusive upprättandet av en extern etiknämnd, för att säkerställa att teknologin användes ansvarsfullt. Anyone belönades bland annat med utmärkelserna Europe’s Hottest Startups, FastCo’s World Changing ideas och Brilliant Ideas.
Han är (2025) styrelseledamot i organisationen Open Briefing, som stöttar politiska aktivister med fysisk och digital säkerhet. Han är även engagerad i arbetet för etisk AI och en förespråkare för större ansvarstagande i produktutvecklingen av nya teknologier.